# Nemertellopsis macrodasys
Nemertellopsis macrodasys är en djurart som tillhör fylumet slemmaskar, och som beskrevs av Friedrich 1935. Nemertellopsis macrodasys ingår i släktet Nemertellopsis och familjen Tetrastemmatidae. Inga underarter finns listade i Catalogue of Life.